# Limitations de vitesse en Andorre
 (signalé en juin 2025).
Si vous disposez d'ouvrages ou d'articles de référence ou si vous connaissez des sites web de qualité traitant du thème abordé ici, merci de compléter l'article en donnant les références utiles à sa vérifiabilité et en les liant à la section « Notes et références ».
- Archive Wikiwix
- Bing
- Cairn
- DuckDuckGo
- E. Universalis
- Gallica
- Google
- G. Books
- G. News
- G. Scholar
- Persée
- Qwant
- (zh) Baidu
- (ru) Yandex
- (wd) trouver des œuvres sur Wikidata

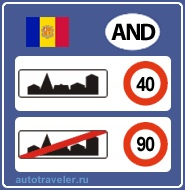
Limitations de vitesse en Andorre

La principauté d'Andorre (abréviation officielle: AND) n'a pas de limitation de vitesse par défaut. Les plus appliquées sont :
- 40 km/h en ville
- 60 km/h à 90 km/h hors agglomération

Pas d'autoroute ni de voie rapide en service dans le pays.
Des radars fixes de vitesse sont implantés dans certaines zones depuis 2008 ; leur présence est signalée par des panneaux. 

## Autres règles
- Alcoolémie maximum autorisée au volant: 0,8 g/L d'alcool dans le sang